# Österreichischer Rettungsdienst
Der Österreichische Rettungsdienst (ÖRD) ist eine gemeinnützige Hilfs- und Rettungsorganisation, die  aus ehrenamtlichen und beruflichen Sanitätern und Mitarbeitern besteht. Die Aufgaben des Verbandes ist jene einer Sanitäts- und Rettungseinheit gemäß den regionalen und / oder landes- bundeseinheitlichen gesetzlichen Bestimmungen und dem in den Statuten festgelegten Tätigkeitsbereich. Der Wirkungsbereich ist die Bundesrepublik Österreich.
Der Entschluss zur Gründung eines Rettungsdienstes wurde von Hermann Dominik 1973/1974 gefasst. Durch seine Tätigkeit als Großhandelskaufmann kam er später in Verbindung mit verschiedensten Persönlichkeiten aus dem Gesundheitswesen. Im Jahr 1975 besuchte er seinen ersten Erste-Hilfe-Kurs der damals 36 Stunden umfasste und 1978 war er freiwilliger Sanitäter in Wien, Linz und Salzburg.

## Anfänge
Im Jahr 1980 lernte Hermann Dominik einen Industriellen aus Gmunden kennen, welcher einen fertig ausgerüsteten Rettungshubschrauber besaß und gewillt war, diesen in Österreich einzusetzen.
Im Jahr 1981 begann eine kleine Gruppe von Personen mit dem freiwilligen Einsatz. Vier gebrauchter, aber voll funktionsfähiger Krankenwagen wurde aus Eigenmittel gekauft, Inventar und Einrichtungen eigeninitiativ erworben und der Dienst begann. Hauptauftraggeber waren anfangs sportliche und kulturelle Organisationen, welche einen Ambulanzdienst für deren Veranstaltungen anfordern mussten. Bei einer Ambulanz 1981 (mobile Sanitätswache) im Bereich des Hieflertunnel der A 10 in Golling kam es im Tunnel zu einem Unfall. Auch der ÖRD kam mit dem Sanitätswagen aufgrund des Staus nicht sofort in den inneren Tunnelbereich; daraus resultierte die Idee und Anschaffung eines Sanitätsmotorrades.
Im Januar 1984 hatte die ÖRD bereits acht Sanitätsfahrzeuge, drei Sanitätsmotorräder und ausreichend viele freiwillige und berufliche Mitarbeiter. Am 20. Oktober 1994 wurde der ÖRD — Österreichischer Rettungsdienst als Bundesverband gegründet und erhielt eine eigene Rechtspersönlichkeit, berechtigt, weitere eigenverantwortliche Untergruppierungen, wie Landesverbände und Bezirksstellen in allen Bundesländern und den Staatsgebieten der Europäischen Union zu gründen. Die Motorradstaffel (SanMotR) gingen in den Wirkungsbereich der neu gegründeten ÖRD — Bezirksstelle Lungau über. Weiters ist der ÖRD Mitglied bei der IMRUA (International Motorcycle Response Unit Association). Jährlich findet ein Kongress statt, bei dem der ÖRD auch als Redner eingeladen wurde.

## Gründungen der ersten Bezirksstellen
Im Juni 1996 wurde im Zillertal nach intensiver Beratung des ÖRD Vorstandes eine ÖRD Bezirksstelle Zell am Ziller gegründet. Ein Meilenstein ist das Kooperationsübereinkommen seit dem Jahre 2003 zwischen dem ÖRD, Bezirkstelle Zell am Ziller und dem Roten Kreuz, Bezirkstelle Schwaz. Der ÖRD ist auch Mitglied der Bietergemeinschaft für den Rettungsdienst in Tirol.

## Ab den 2000er
Ab 2004 waren bereits drei neue Fahrzeuge in Tirol im Betrieb. 2005 erfolgte durch Herrn BRR Walter SOFRONIE die Gründung einer Abteilung Rettungs- und Therapiehunde für Ausbildung und den Einsatz der künftigen ÖRD Rettungs- und Therapiehunde mit der ÖRD Bezirksstelle Ennstal, welche im März 2008 gegründet wurde und durch Koll. W. SOFRONIE fachbezogen 10 Jahre hindurch als Obmann geleitet wurde.

## Ab den 2010er
Seit 2010 ist der ÖRD im Bundesland Tirol unter der Leitung von Herrn BRR Peter KAHN - selbst ein Berufssanitäter - ein durch das Landesrettungsgesetz anerkannter Rettungsdienst und berechtigt, den in Tirol, gem. Tiroler Landesrettungsgesetz, geschützten Titel „Rettung“ zu führen. Der ÖRD ist in Tirol sohin Partner der Organisation Rettungsdienst Tirol GmbH.
Mit Wirkung zum 1. Januar 2017 wurde der leitende Notarzt Land Salzburg, BRR Dr. med. Marcus MAIRINGER zum Ärztlichen Leiter, Leitender Notarzt gem. Ärztegesetz und Chefarzt des ÖRD ernannt. Im Jahr 2017 wurde die Ortsstelle OÖ Süd, die mit Rettungshunden aktiv ist, gegründet. Durch die vorerst gute Entwicklung dieser Ortsstelle wurde per 19. Juni 2018 die Ortsstelle in eine eigenständige Bezirksstelle umgewandelt diese Entwicklung nahm jedoch nicht die erwünschte Entwicklung und führte letztlich zur Beendigung der mangelnden Tätigkeit, Auflösung der Dienststelle und Kündigung der Mitglieder. 
Am 15. Mai 2018 wurde die ÖRD Bezirksstelle Feldkirch in Vorarlberg gegründet, die im Sanitätsdienst tätig ist. Für 2019 konnte der ÖRD Feldkirch eine Kooperation mit dem Vorarlberger Pferdesport Verband eingehen.

## Ab den 2020er
Im Jahr 2020 löste sich die Bezirksstelle Feldkirch freiwillig auf und seit diesem Zeitpunkt hat der ÖRD vorerst keine aktive Dienststelle und Mannschaft mehr in Vorarlberg. Der überörtliche Sanitätsdienst wird von der Sanitätseinheit Zell am Ziller mitversorgt.
Im Dezember 2021 organisierten sich die ausgeschlossenen Personen  unter einem neuen Namen und ist nicht mehr berechtigt unter dem ÖRD Bundesverband als Mitglied aufzutreten. Der ÖRD Bundesverband hat wegen dienstlicher Versäumnisse und einem Mangel an Einsatzbereitschaft die gesamten Hundeeinheit ausgegliedert und die Personenmitglieder mittels Beschluss aus dem ÖRD ausgeschlossen. Seit diesem Zeitpunkt beschäftigt der ÖRD vorerst keine Rettungshunde mehr. Der ÖRD hat seit diesem Zeitpunkt vorerst keine aktive Mannschaft mit Rettungshunden mehr in der Steiermark und Oberösterreich.
Die sanitätsdienstlichen Aufgaben in Oberösterreich, Steiermark und Kärnten werden vorwiegend durch den ÖRD Landesverband West Österreich und der ÖRD Bezirksstelle Lungau organisiert und durchgeführt.

## Leistungsbereiche
- Ambulanz – Mobile Sanitätsdienste bei sportlichen und kulturellen Veranstaltungen
- Sanitätsmotorradstaffel – First Responder, Mobile Sanitätswache, sanitätsdienstlicher Ambulanzdienst bei kulturellen und sportlichen Veranstaltungen, Rad- und Motorrad Tourenbegleitung
- Zivildienst
- Notfalltransporte
- Krankentransporte
- Behindertendienste
- Patientenverlegungs- und Rückholtransporte aus und in das Ausland mittels Luft- und Boden gebundenen Rettungsfahrzeugen (Flugzeug, N/RTW)
- Verlegungstransporte von Krankenhaus zu Krankenhaus mit Rettungsfahrzeug (N/RTW)
- Verlegungstransporte innerhalb Österreich mit Rettungsfahrzeuge (N/RTW)
- Flugambulanz Begleitdienste mittels Sanitäter und / oder Notarzt–Repatriierungen weltweit
- Medizinische und Paramedizinische Hol- und Bringdienste für Krankenhäuser
- Unfallverhütungsdienst und Beratung
- Besorgungsdienst für Medikamente im Dienststellenbereich für erkrankte, nicht gefähige Patienten
- Soziale Dienste, Lachyoga Therapie und Kurse
- Gesundheit / Ärzte Gesundenberatung durch Praktizierende- und Fachärzte
- Mithilfe bei Katastrophenhilfsdienst
- Betriebssanitäter-Ausbildung und logistische Betreuung von Betriebssanitätsstellen gem. AUVA
- Aus- und Fortbildung in Erste Hilfe, Sanitäterausbildung (gem. Sanitätergesetz 2002)
- Erste-Hilfe-Kurse für Führerscheinanwärter

## Finanzierung
Der Österreichische Rettungsdienst ÖRD finanziert sich großteils aus Mitgliedsbeiträgen, Sponsoren und Einnahmen aus seinen Tätigkeiten wie den Ambulanzdiensten.